# Werner Morscher
Werner Morscher (Hall in Tirol, 25 augustus 1919 – ?, oktober 2007) was een Oostenrijks componist, contrabasgitarist en muziekuitgever.

## Levensloop
Morscher was een amateurmuzikant en speelde de contrabasgitaar. Samen met Hans Schöpf (citer) speelde hij met zijn contrabasgitaar vooral in Oostenrijk in het Volksmuziekduet Schöpf-Morscher. 
Als componist was hij volledig autodidact, maar in 1960 heeft hij samen met zijn echtgenote Rosa Moscher de muziekuitgeverij WEMO opgericht en zijn eigen werken aldaar gepubliceerd. Zijn marsen en dansen werden ook buiten Oostenrijk door blaasorkesten gespeeld.  

## Composities

### Werken voor harmonieorkest
- 1953 Berggeister, wals
- 1966 Musikpanorama
- 1986 Tango triste
- Bravo die Musik, mars
- Europa Tirolermarsch
- Ghupft wie gsprungen, polka intermezzo
- Gruß an Eppelborn
- Gruß aus Hall in Tirol, mars
- Hoch sind unsre Berge, mars
- Klingende Post, mars
- Knalleffekt, paso doble
- Laterndltanz, polka intermezzo
- Notenbummler, mars
- Servus Innsbruck, mars
- Wir sind die Musikanten, mars
- Zwei nette Dirndln, intermezzo